# Флаг Свалявского района
 Флаг Свалявского района  — один из официальных символов Свалявского района Закарпатской области, утверждённый 28 сентября 2004 года решением сессии Свалявского районного совета.

## Описание
Флаг района представляет собой прямоугольное полотнище с соотношением сторон 2:3. Флаг по горизонтали разделён на три полосы синего белого и зелёного цветов в соотношении 1:2:1. В центре белой полосы размещён герб района.
Флаг района двусторонний.